# Wickepin
Wickepin är en ort i Australien. Den ligger i kommunen Wickepin och delstaten Western Australia, omkring 180 kilometer sydost om delstatshuvudstaden Perth. Vid 2021 års folkräkning hade Wickepin 380 invånare.
Trakten runt Wickepin är nära nog obefolkad, med mindre än två invånare per kvadratkilometer.. Wickepin är det största samhället i trakten.
Trakten runt Wickepin består till största delen av jordbruksmark. Genomsnittlig årsnederbörd är 450 millimeter. Den regnigaste månaden är maj, med i genomsnitt 71 mm nederbörd, och den torraste är februari, med 9 mm nederbörd.